# Europa Cup II (softbal)
De Europa Cup II (dit in anlogie met de voormalige voetbal evenknie) in softbal voor vrouwen is het op een na belangrijkste toernooi in Europa voor clubteams. Het toernooi wordt jaarlijks georganiseerd door de European Softball Federation (ESF).
De eerste editie van de Women's Cup Winners Cup vond plaats in 1992. Van 1998-2012 was het toernooi opgedeeld in twee divisies: Divisie A en B.
Deelnemende teams zijn de nationale bekerwinnaars of de subtoppers van de nationale competities en de titelverdediger, mits niet geplaatst voor de Europa Cup I. In 2018 nam Titans Softball Club uit Botswana (Afrika) deel, nadat het in 2017 als eerste niet-Europees team was uitgenodigd voor deelname in de “European Cup”. In 2019 nam New Zealand ISA uit Nieuw-Zeeland (Oceanië) deel, in 2018 waren zij het tweede niet-Europees team dat in de “European Cup” deelnam.

## Cup Winners Cup (A)
N.B. Onderstaand is alleen de eerste bekerwinst gelinkt; voor alleen finalisten de eerste finaleplaats.

### Finales
| Jaar                | Locatie                     | AD              | Winnaar                       | Uitslag         | Finalist                 |  |
| Cup Winners Cup     | Cup Winners Cup             | Cup Winners Cup | Cup Winners Cup               | Cup Winners Cup | Cup Winners Cup          |  |
| ------------------- | --------------------------- | --------------- | ----------------------------- | --------------- | ------------------------ |  |
| 1992                | Příbram                     | 06              | CUS Genova Coopsette          |                 | Schiedam                 |  |
| 1993                | Schiedam                    | 11              | CUS Genova Coopsette          |                 | Staller Terrasvogels     |  |
| 1994                | Livorno                     | 10              | Gambro Twins                  |                 | Liburnia Livorno         |  |
| 1995                | Livorno                     | 12              | A4 Terrasvogels               |                 | Sparks Haarlem           |  |
| 1996                | Bussum                      | 14              | Amsterdam Pirates             |                 | Sparks Haarlem           |  |
| 1997                | Oosterhout                  | 09              | Amsterdam Pirates             |                 | Rimini                   |  |
| Cup Winners Cup (A) |                             |                 |                               |                 |                          |  |
| 1998                | Almere                      | 08              | Ronchi dei Legionari Peanuts  |                 | A4 Terrasvogels          |  |
| 1999                | Praag                       | 08              | Ronchi dei Legionari Peanuts  |                 | Gambro Twins             |  |
| 2000                | Praag                       | 08              | Italpaghe Forlì               |                 | Chemie Praag             |  |
| 2001                | Ronchi dei Legionari        | 07              | Sparks Haarlem                |                 | Chechie Praag            |  |
| 2002                | Praag                       | 08              | Chechie Praag                 |                 | Gambro Twins             |  |
| 2003                | Valencia                    | 08              | A4 Terrasvogels               |                 | BSK Nälsta               |  |
| 2004                | Toetsjkovo (Oblast Moskou)  | 06              | Karoesel                      |                 | A4 Terrasvogels          |  |
| 2005                | Ronchi dei Legionari        | 10              | Fiorini Forlì                 |                 | Karoesel                 |  |
| 2006                | Caronno Pertusella, Saronno | 10              | Fiorini Forlì                 | 1-0             | SK Joudrs Praag          |  |
| 2007                | Praag                       | 09              | BSC Legnano                   | 3-2             | Terrasvogels             |  |
| 2008                | Bollate                     | 09              | Sparks Haarlem                | 5-2             | Sanotint Bollate         |  |
| 2009                | Parma                       | 10              | Iber Lengue Terrasvogels      | 3-2             | SK Joudrs Praag          |  |
| 2010                | Haarlem                     | 10              | Sparks Haarlem                | 7-6             | Fiorini Forlì            |  |
| 2011                | Castions di Strada, Udine   | 07              | Fiorini Forlì                 | 9-3             | Iber Lengue Terrasvogels |  |
| 2012                | Nuoro                       | 05              | Hotel Ambassador Terrasvogels | 8-1 (5)         | Nuoro                    |  |
| Cup Winners Cup     |                             |                 |                               |                 |                          |  |
| 2013                | Montegranaro                | 10              | Hotel Ambassador Terrasvogels | 6-2             | SK Joudrs Praag          |  |
| 2014                | Porpetto                    | 12              | Sparks Haarlem                | 4-0             | Neunkirchen Nightmares   |  |
| 2015                | Praag                       | 13              | Fiorini Forlì                 | 5-0             | SK Joudrs Praag          |  |
| 2016                | Ostrava                     | 10              | Olympia Haarlem               | 5-4             | BSC Legnano              |  |
| 2017                | Caserta                     | 12              | Olympia Haarlem               | 2-0             | Mediterraneo             |  |
| 2018                | Capelle aan den IJssel      | 12              | Bollate Tecnovap Innovi       | 1-0             | Sparks Haarlem           |  |
| 2019                | Praag                       | 12              | Forlì                         | 4-2             | Terrasvogels             |  |
| 2020                | niet gespeeld               | niet gespeeld   | niet gespeeld                 | niet gespeeld   | niet gespeeld            |  |

## Cup Winners Cup B
N.B. Onderstaand is alleen de eerste bekerwinst gelinkt; voor alleen finalisten de eerste finaleplaats.

### Finales
| Jaar                | Locatie             | AD                  | Winnaar               | Uitslag             | Finalist            |  |
| Cup Winners Cup (B) | Cup Winners Cup (B) | Cup Winners Cup (B) | Cup Winners Cup (B)   | Cup Winners Cup (B) | Cup Winners Cup (B) |  |
| ------------------- | ------------------- | ------------------- | --------------------- | ------------------- | ------------------- |  |
| 1998                | Almere              | 06                  | BSK Nälsta            |                     | STU Trnava          |  |
| 1999                | Praag               | 09                  | Oefa Basjkirija       |                     | Dornbirn Sharx      |  |
| 2000                | Praag               | 06                  | Sisak Storks          |                     | Dornbirn Sharx      |  |
| 2001                | Wiener Neustadt     | 08                  | Trnava Panthers       |                     | Hamburg Knights     |  |
| 2002                | Parijs              | 05                  | Dornbirn Sharx        |                     | Mannheim Tornados   |  |
| 2003                | Mannheim            | 06                  | Mannheim Tornados     |                     | Princ Zagreb        |  |
| 2004                | Brasschaat          | 06                  | Brasschaat            |                     | Caronno Rheavendors |  |
| 2005                | Harlem              | 06                  | Van der Peijl DSC '74 |                     | Skövde Saints BSK   |  |
| 2006                | Blagoëvgrad         | 05                  | Mannheim Tornados     |                     | BAT Paris           |  |
| 2007                | Athene              | 06                  | BAT Paris             |                     | Evriali Glyfadas    |  |
| 2008                | Doepnitsa           | 05                  | Mladost Skorpions     |                     | Zürich Challengers  |  |
| 2009                | Edirne              | 04                  | London Angels         |                     | Reussbühl Eagles    |  |
| 2010                | Edirne, Kayseri     | 06                  | Vienna Wanderers      | 7-6                 | Bern Cardinals      |  |
| 2011                | niet gespeeld       | niet gespeeld       | niet gespeeld         | niet gespeeld       | niet gespeeld       |  |
| 2012                | Triëst              | 08                  | Brasschaat Braves     | 13-3 (4)            | MaSK Pezinok        |  |